# Sphaerodactylus underwoodi
Espèce
Sphaerodactylus underwoodi est une espèce de geckos de la famille des Sphaerodactylidae.

## Répartition
Cette espèce est endémique de l'île de Grand Turk dans les Îles Turques-et-Caïques.

## Étymologie
Cette espèce est nommée en l'honneur de Garth Underwood.

## Publication originale
- Schwartz, 1968 : The geckos (Sphaerodactylus) of the southern Bahama Islands. Annals of Carnegie Museum, vol. 39, p. 227-271.